# Linda Rodin
Linda Rodin (nacida en 1947 o 1948) es una empresaria de belleza, modelo y estilista estadounidense.

## Biografía
Rodin trabajó como modelo en los años 60 y 70. Después se labró una carrera como propietaria de una boutique en el Soho, cliente de Henri Bendel y estilista para Victoria's Secret, Harper's Bazaar y Vogue.
En 2008, fundó su empresa de belleza, Rodin, desde su cocina en Chelsea, Nueva York, que fue adquirida por Estée Lauder en 2014. Inicialmente centrada en aceites faciales, la empresa también produce cremas de manos, aceites corporales, fragancias y jabones.
Tras un paréntesis de cuarenta años en el mundo del modelaje, Rodin comenzó a modelar de nuevo cuando contaba con 60 años, trabajando con marcas como J.Crew y The Row.Ha sido reconocida por su estilo personal, descrito en Vogue como "pelo plateado, gafas grandes y pintalabios brillante", que le ha valido un amplio seguimiento en las redes sociales y la atención de los medios de moda.